# Jean-Paul Sassy
Jean-Paul Sassy est un réalisateur, metteur en scène et scénariste de cinéma et de télévision français né le 29 décembre 1915 à Tunis et mort le 9 décembre 1992 à Bourg-la-Reine.

## Biographie
Paul Joseph Sassi dit Jean-Paul Sassy  naît à Tunis le 29 décembre 1915 dans une famille d'origine corse. Fils d'Antoine Sassi, receveur des postes et de Catherine Nicolaï, institutrice, il est le frère aîné du futur Jedburgh et colonel Jean Sassi. Il passe son enfance et son adolescence à Bizerte, Menton et Cannes. Jean-Paul Sassy est le père de la designer et plasticienne Nathalie Auzépy.
Pendant la Seconde Guerre mondiale, il participe activement à la lutte contre l'occupant. Il sera d'ailleurs titulaire de la Croix de guerre 1939-1945, de la Rosette de la Résistance et membre de l'association Ceux de la Résistance.
Après des études au sein des facultés des lettres et de droit d'Aix-en-Provence et de Paris, il obtient une licence en droit et une licence-ès-lettres. Sa passion pour le cinéma le conduit également à étudier à l'Institut des hautes études cinématographiques dont il sort major de promotion.
Dans la seconde moitié des années 1940, il opte pour le journalisme : il devient critique à Volontés de Ceux de la Résistance (1945-1946), puis rédacteur en chef de Jeudi-Cinéma (1947) et de Ciné-Digest (1951-1953).
Au cours des années 1950, Jean-Paul Sassy travaille avec de nombreux réalisateurs comme assistant-metteur en scène (avec Marcel Pagnol, Edmond T. Gréville, André Cayatte, Billy Wilder, Raoul Walsh) ou comme superviseur (avec Louis Malle et Claude Chabrol).
Au début des années 1960, il tourne plusieurs films pour le cinéma, dont La Peau et les Os (coréalisateur : Jacques Panijel, scénariste du film) qui obtient le prix Jean-Vigo en 1961, le prix de la mise en scène au festival de Saint-Sébastien et le grand prix du festival de Dublin. Cependant, il se consacre surtout à la télévision, réalisant des émissions télévisées comme Cinq colonnes à la Une, Lecture pour tous, En toutes lettres, Morceaux de bravoure, Salut à l'aventure.
Il réalise de nombreux téléfilms comme Le Legs de Marivaux, Maurice de Paris, la Fausse suivante, Repos à Bacoli, la Cerisaie, Tête d'horloge, l'Espion aux yeux verts, Un certain Badinguet.
Sa connaissance des métiers de la télévision fait qu'entre 1967 et 1969 il est commis par l'ORTF et l'UNESCO à l'organisation et à la promotion de la télévision bolivienne qui, en retard sur ses consœurs d'Amérique du Sud, a décidé de s'adresser à la France.
À partir des années 1970, il travaille sur plusieurs séries télévisées et réalise de 1976 à la fin de la série en 1989 une douzaine d'épisodes de la série Les Enquêtes du commissaire Maigret.

## Filmographie

### Télévision
- 1964 : Mademoiselle Molière
- 1965 : Version grecque
- 1966 : La Fausse Suivante ou le Fourbe puni de Marivaux, téléfilm
- 1966 : La Cerisaie
- 1966 : Retour à Bacoli (prix Albert-Olivier)
- 1967 : Lucide Lucile
- 1968 : Les Bas-fonds
- 1968 : Provinces (émission "De folie et d'amour"), série télévisée
- 1969 : Tel est Franck (téléfilm de 25' avec Fernandel et son fils)
- 1969 : L'Espion aux yeux verts (de Bernard Clavel), téléfilm
- 1970 : Tête d'horloge
- 1971 : L'Espion aux yeux verts (prix Eurovision)
- 1972 : Les Sous-locs
- 1974 : La Mouche bleue, téléfilm
- 1976 : Maigret chez les Flamands (Les Enquêtes du commissaire Maigret)
- 1977 : Au rendez-vous des Terre-Neuvas (Les Enquêtes du commissaire Maigret)
- 1977 : Maigret et monsieur Charles (Les Enquêtes du commissaire Maigret)
- 1978 : Maigret et le marchand de vin (Les Enquêtes du commissaire Maigret)
- 1978 : Il y a encore des noisetiers
- 1979 : Liberty Bar (Les Enquêtes du commissaire Maigret)
- 1980 : L'Affaire Saint-Fiacre  (Les Enquêtes du commissaire Maigret)
- 1981 : La Danseuse du Gai-moulin (Les Enquêtes du commissaire Maigret)
- 1981 : Douchka
- 1982 : Le Voleur de Maigret (Les Enquêtes du commissaire Maigret)
- 1982 : Maigret et l'homme tout seul (Les Enquêtes du commissaire Maigret)
- 1983 : Un Noël de Maigret (Les Enquêtes du commissaire Maigret)
- 1984 : Les Ferrailleurs des Lilas, téléfilm
- 1989 : L'auberge aux noyés (Les Enquêtes du commissaire Maigret)

### Cinéma
- 1950 : Et moi j'te dis qu'elle t'a fait de l'œil de Maurice Gleize (assistant-réalisateur)
- 1950 : Pas de week-end pour notre amour de Pierre Montazel (assistant-réalisateur)
- 1950 : Justice est faite, d'André Cayatte (assistant-réalisateur)
- 1951 : Dakota 308 de Jacques Daniel-Norman (assistant-réalisateur)
- 1952 : Paris chante toujours de Pierre Montazel (assistant-réalisateur)
- 1953 : L'Envers du paradis d'Edmond T. Gréville (assistant-metteur en scène)
- 1955 : Port du désir d'Edmond T. Gréville (assistant-metteur en scène)
- 1955 : La Terre des pharaons d'Howard Hawks (assistant-metteur en scène)
- 1958 : Ascenseur pour l'échafaud de Louis Malle  (superviseur)
- 1958 : Le Beau Serge de Claude Chabrol (superviseur)
- 1960 : Colère froide (coréalisateur : André Haguet)
- 1961 : La Peau et les Os (coréalisateur : Jacques Panijel)
- 1965 : Le Petit Monstre (réalisateur)
- 1972 : La Maison des amants (réalisateur)
- 1991 : L'Amnésie (court-métrage avec Yannick Le Poulain)
- 1991 : Anne ma sœur Anne (court-métrage avec Nathalie Jadot)